# جاکارتا مرکزی
جاکارتا مرکزی (به لاتین: Central Jakarta) یک منطقهٔ مسکونی در اندونزی است که در جاکارتا واقع شده‌است.

## خصوصیات
جاکارتا مرکزی ۴۸٫۱۳ کیلومترمربع مساحت و ۸۹۸٬۸۸۳ نفر جمعیت دارد.

## نگارخانه

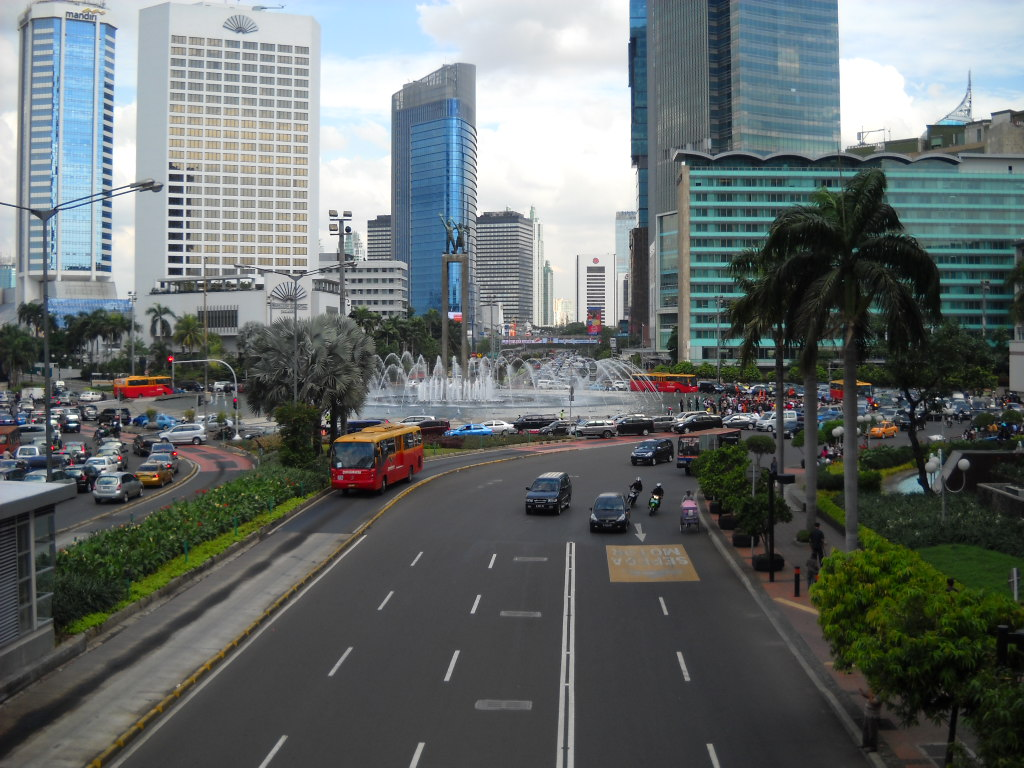
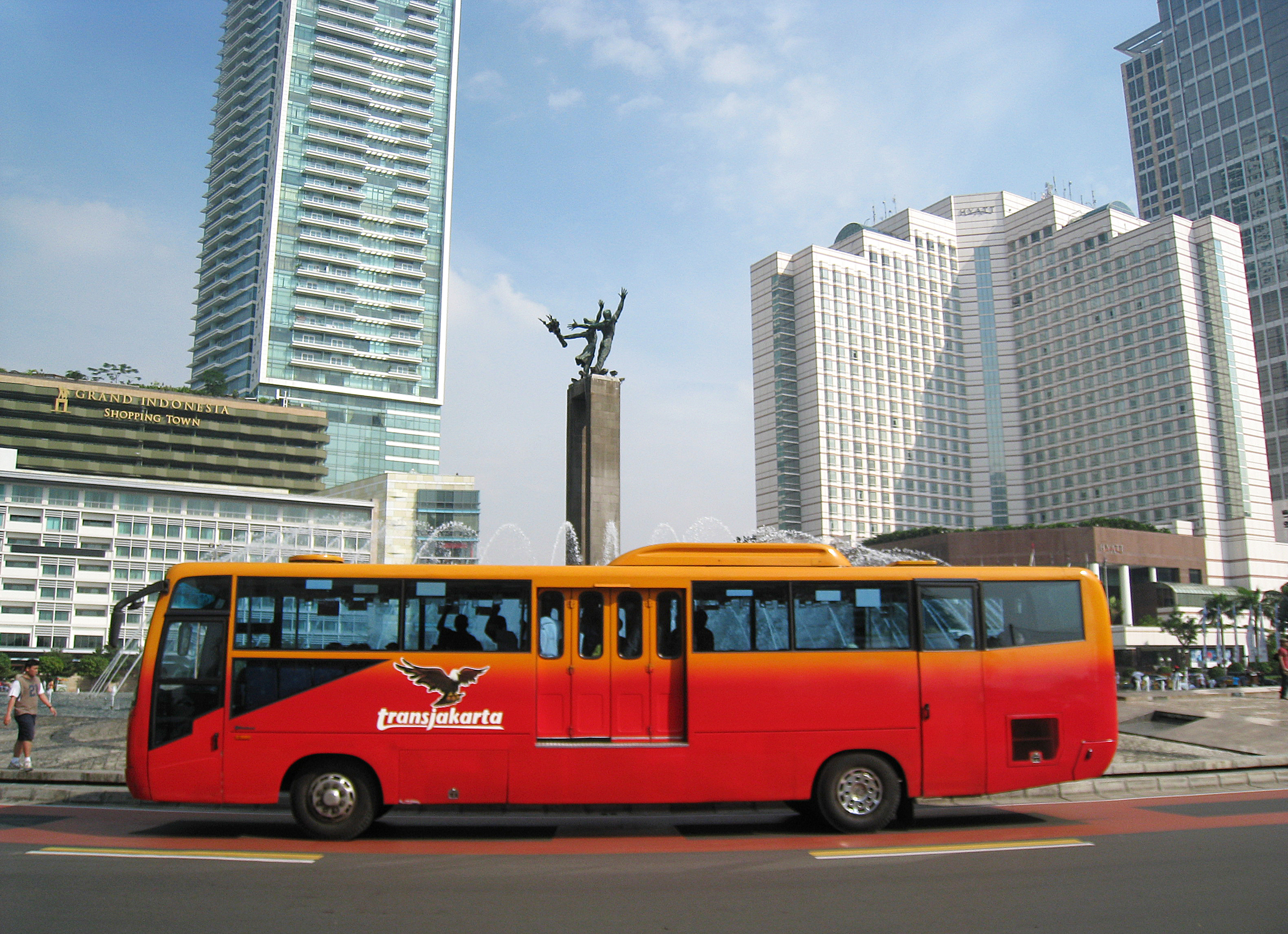
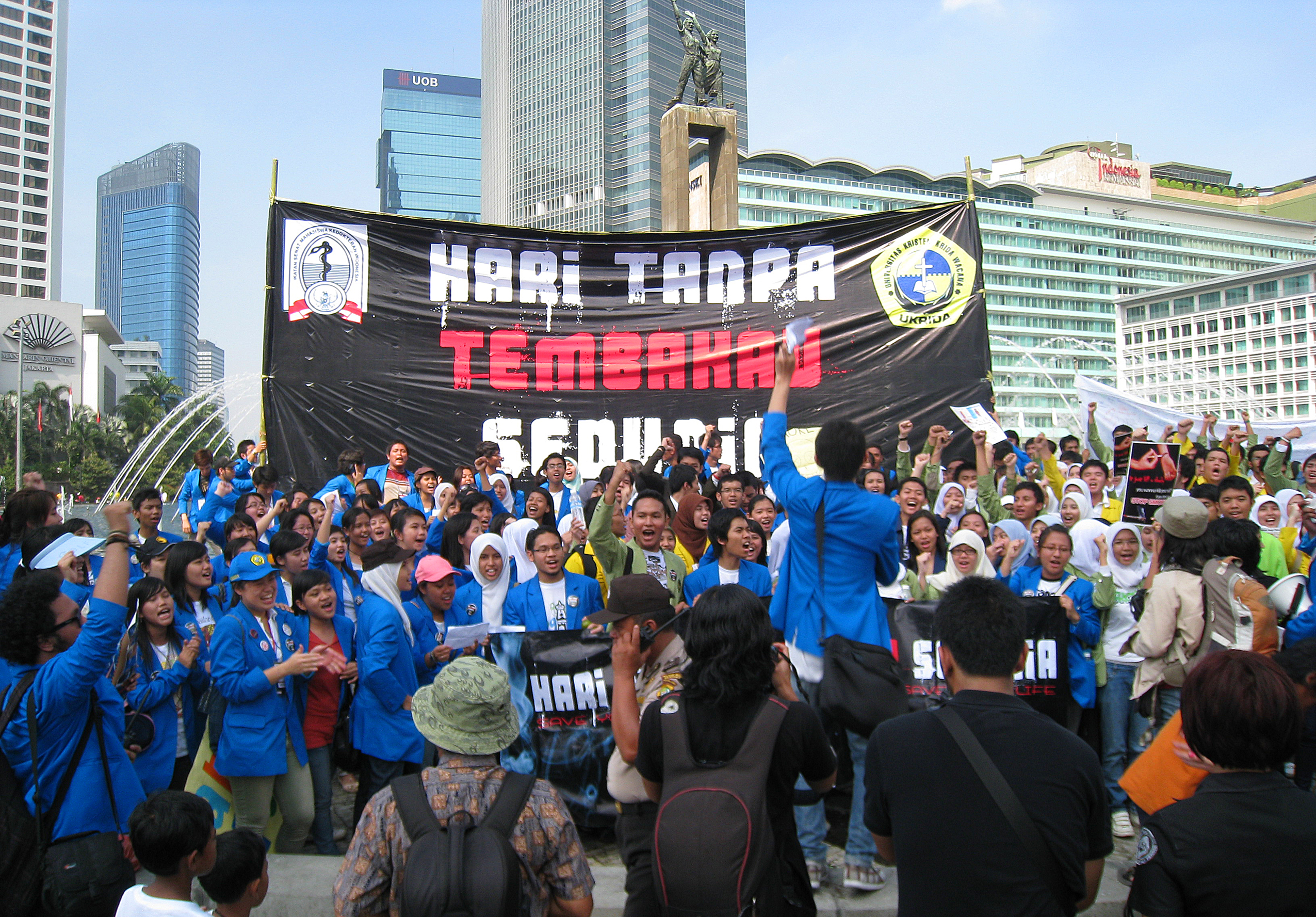
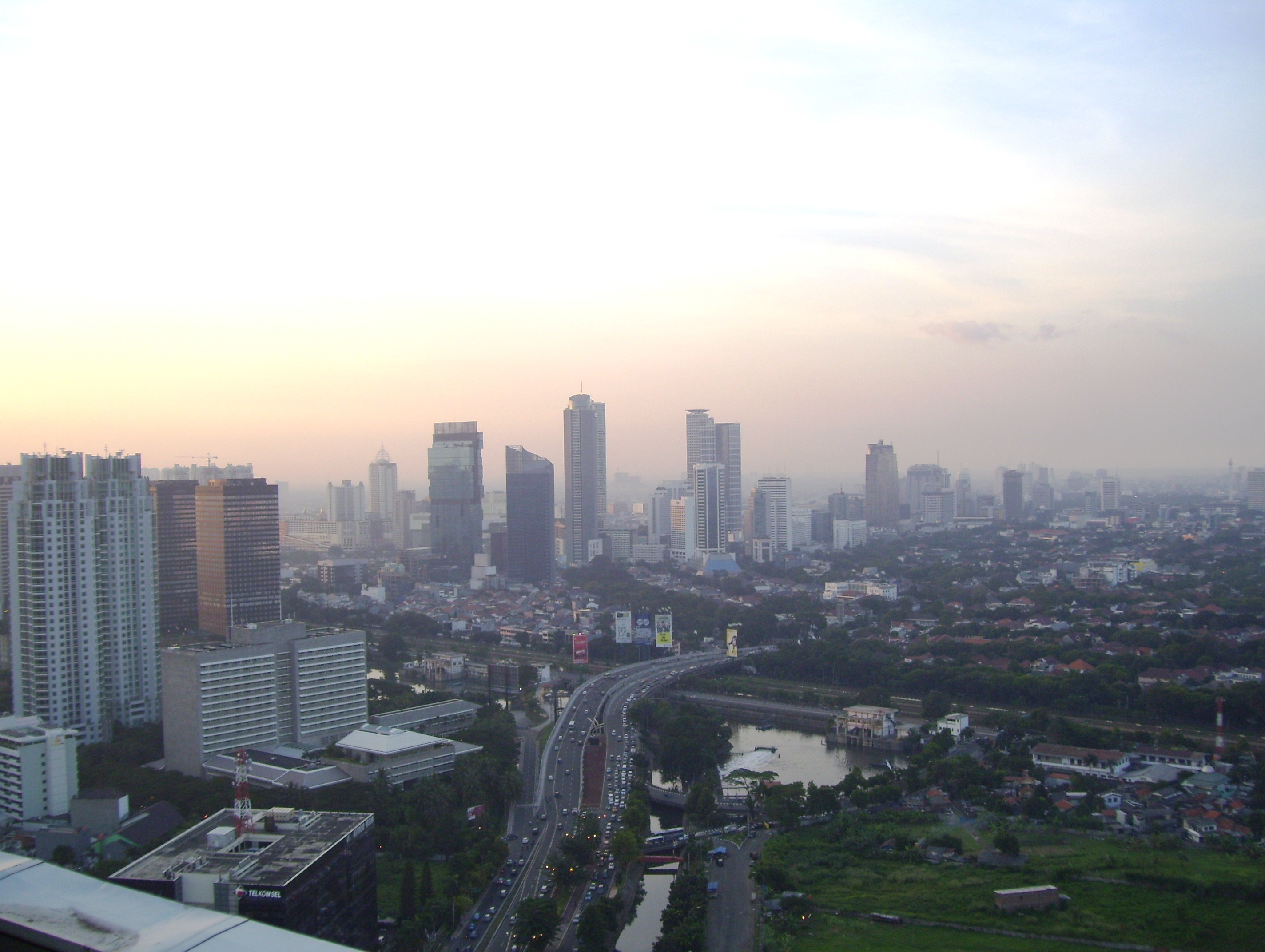
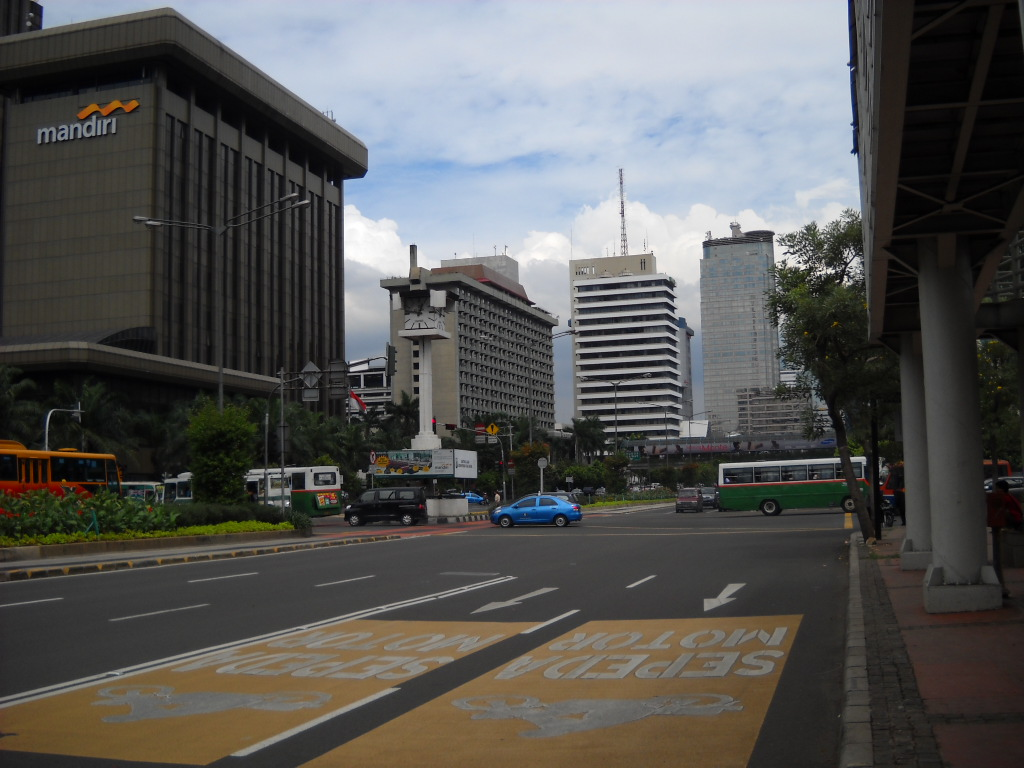
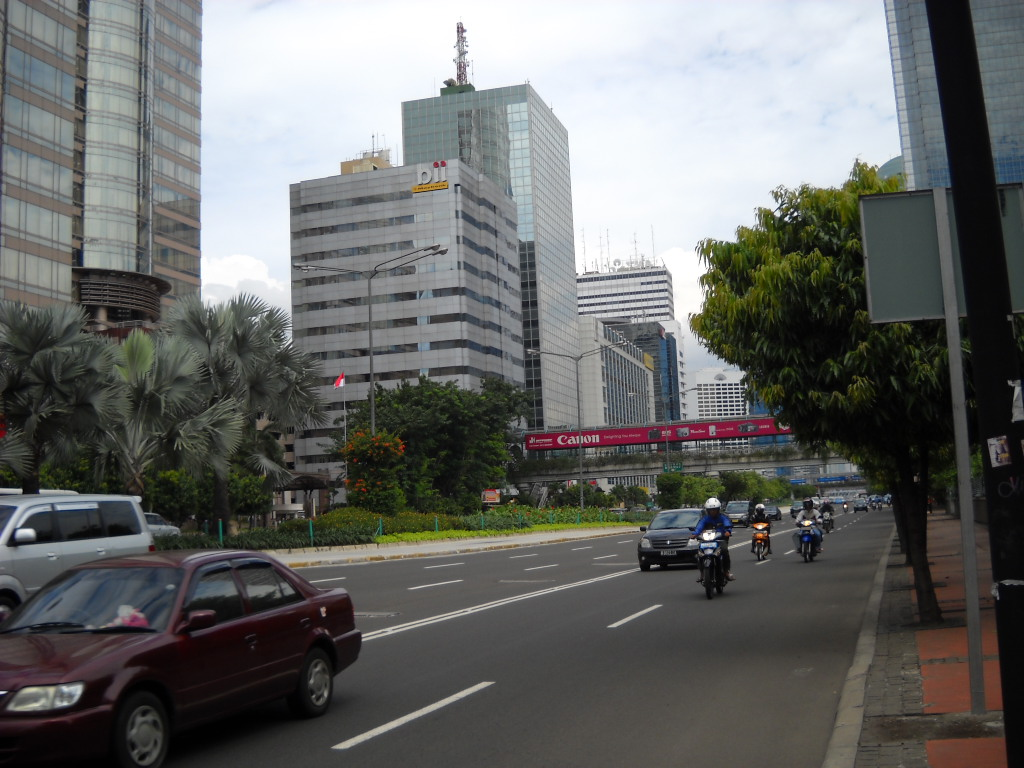
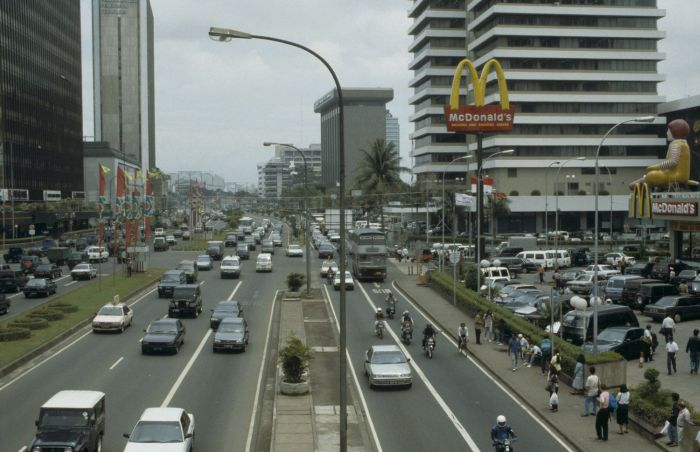
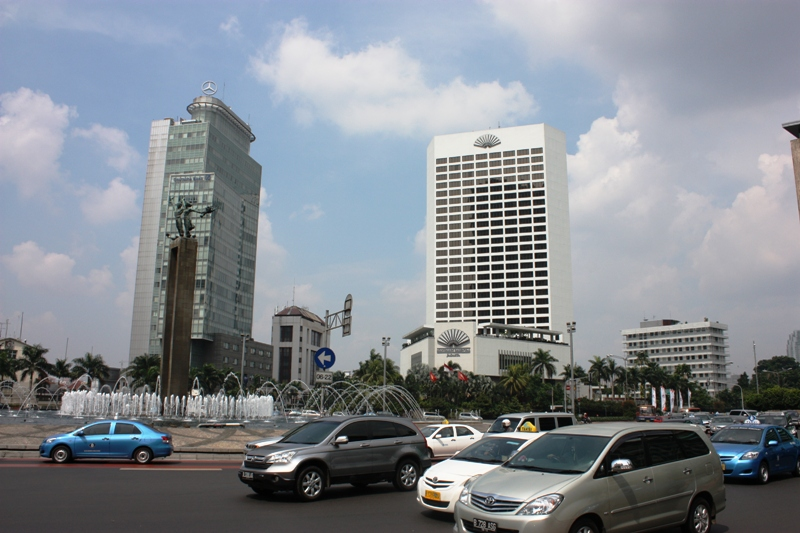
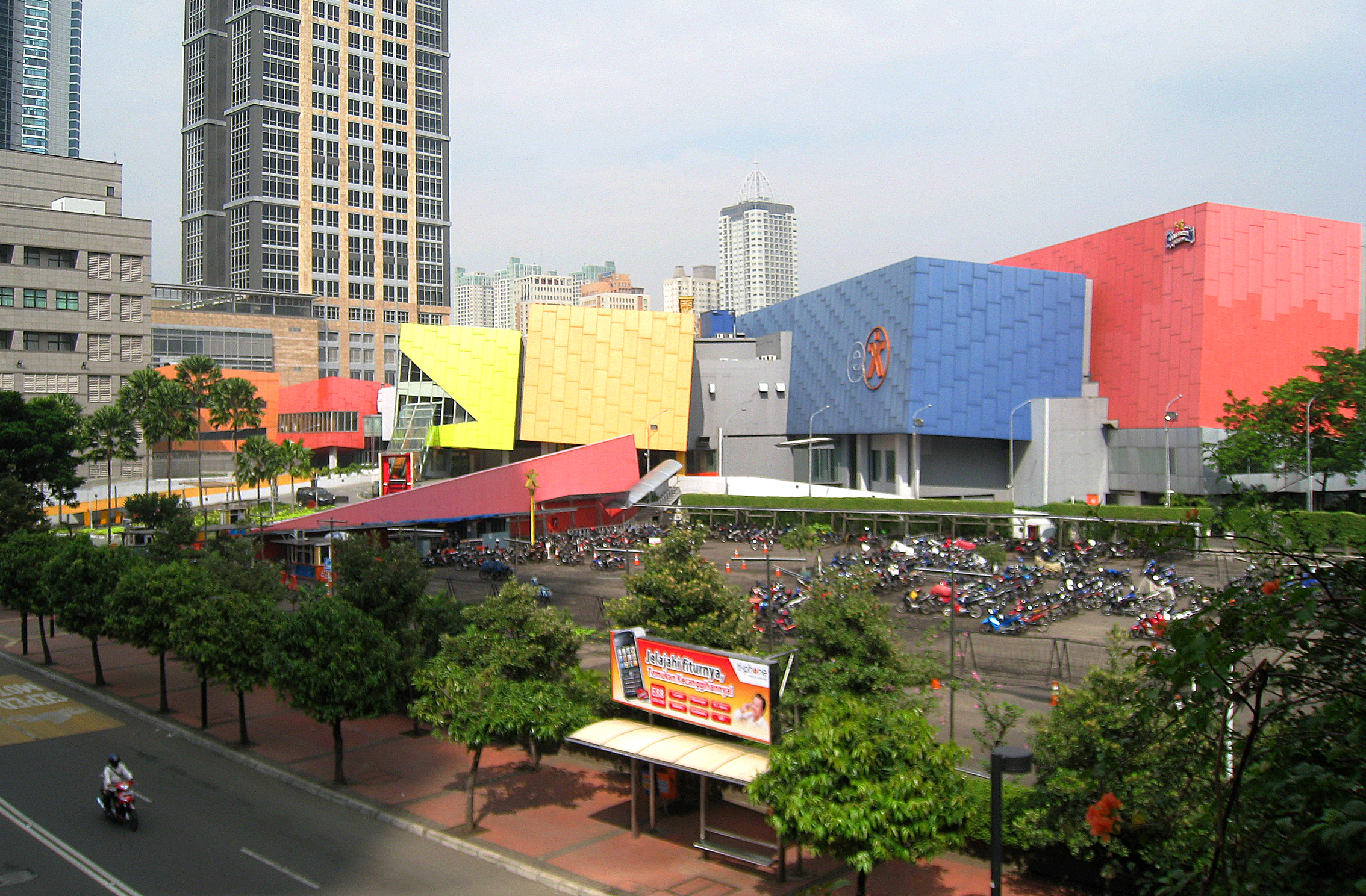